# 杰弗里·弗里德曼
杰弗里·M·弗里德曼（英語：Jeffrey M. Friedman，1954年7月20日—），美国医学家，纽约市洛克菲勒大学的分子遗传学家，和霍华德·休斯医学研究所的研究员。他发现了激素瘦素和它对调节人体体重的作用。

## 生平
他曾就读于伦斯勒理工学院（Rensselaer Polytechnic Institute），并于1977年在纽约州奥尔巴尼联合大学的奥尔巴尼医学院获得医学学位（通过6年学习）。2009年获邵逸夫奖，2010年获拉斯克奖，两个奖均是与道格拉斯·科尔曼共同获得。